# Jeremy Podeswa
Jeremy Podeswa (Toronto, 1962) è un regista e sceneggiatore canadese, che lavora per il cinema e la televisione.

## Biografia
Nato nel 1962 a Toronto, si è laureato nel 1984 presso l'American Film Institute's Center for Advanced Film Studies (ora AFI Conservatory). Apertamente gay, inizia la carriera da regista verso la metà degli anni ottanta, realizzando diversi cortometraggi, tra cui David Roche Talks to You About Love, che vince il premio del pubblico al San Francisco International Lesbian & Gay Film Festival. Nel 1994 dirige Eclipse mentre nel 1997 dirige I cinque sensi, suo primo successo internazionale che ottiene numerosi riconoscimenti, tra cui un Genie Awards per la miglior regia e il premio come miglior film canadese al Toronto International Film Festival.
Negli anni seguenti inizia a lavorare per la televisione, dirigendo vari episodi di note serie televisive come Queer as Folk, Carnivàle, Six Feet Under e Nip/Tuck. 
Nel 2007 dirige Fugitive Pieces, tratto dal romanzo di Anne Michaels In fuga, che ottiene altrettanti riconoscimenti internazionali. Successivamente torna alla televisione, dirige alcuni episodi della miniserie TV The Pacific, delle serie TV I Tudors e Camelot e le serie della HBO Boardwalk Empire - L'impero del crimine, True Blood e Il Trono di Spade.